# Nymphomania
Nymphomania ist ein US-amerikanisches Filmdrama aus dem Jahr 1965. Das Drehbuch basiert auf dem gleichnamigen Roman von John O’Hara.

## Handlung
Grace Caldwell ist eine Studentin aus gutem Hause, die die Aufmerksamkeit der Männer erregt. Als sie eine Affäre mit Charlie Jay hat, informieren seine Eltern die herzkranke Mrs. Caldwell von der Promiskuität ihrer Tochter. Mrs. Caldwell entschließt sich, mit ihrer Tochter eine Reise auf die Bahamas zu unternehmen. Dort bandelt Grace mit einem Kellner an. Mrs. Caldwell erleidet einen Herzinfarkt und stirbt, weil ihr niemand helfen kann. Der Student Sidney Tate kondoliert und wird Grace von ihrem Bruder Brock näher vorgestellt. Die beiden verlieben sich und wollen heiraten. Grace erzählt Sidney von ihrer Vergangenheit, doch der glaubt, dass ihre Lust auf Männer durch ihn geheilt werde.
Zweieinhalb Jahre lebt das Paar glücklich auf einer Farm. Grace ist Mutter eines Sohnes geworden. Der Architekt Roger Bannon, der schon für die Gesellschaft ihrer Mutter gearbeitet hat, stellt eine alte Scheune wieder her. Er macht Annäherungsversuche, die Grace erwidert. Auch der erfolgreiche Zeitungsverleger Jack Hollister versucht, sich an Grace heranzumachen, wird von ihr jedoch abgewiesen. Aus Angst vor einer Trennung von Sidney will Grace die Affäre mit Roger beenden. Roger betrinkt sich und stirbt bei einem Autounfall. Durch die polizeilichen Untersuchungen des Unfalls wird die Affäre öffentlich. Sidney droht Grace, sie zu verlassen, wenn sie so weitermache.
Bei einer Wohltätigkeitsveranstaltung behauptet die eifersüchtige Ehefrau von Jack Hollister, Amy, Grace habe eine Affäre mit ihm. Grace beschwört ihre Unschuld, doch der verbitterte Jack, der die Abfuhr von Grace nicht verwunden hat, weigert sich, die Anschuldigungen seiner Frau zurückzuweisen. Als Resultat verlässt Sidney seine Frau.

## Kritiken
Das Lexikon des internationalen Films beschreibt den Film als „sexualpathologischer Fall wie geschaffen für Hollywood – immerhin von Suzanne Pleshette vorzüglich interpretiert.“
Die Zeitschrift Cinema befand: „Blutleeres Frauenschicksal ganz im Stil des prüden Hollywood. Einziger Lichtblick: die vitale Suzanne Pleshette.“
Die Variety bezeichnete den Film als banale Adaption mit abgedroschenen Dialogen und einer sinnlosen Regie.

## Auszeichnungen
1966 wurde Howard Shoup in der Kategorie Bestes Kostümdesign (s/w) für den Oscar nominiert.

## Hintergrund
Die Premiere des Films fand am 20. Oktober 1965 in New York statt. In Deutschland erschien der Film nur einen Tag später in den Kinos.